# Billy Sheehan
William "Billy" Sheehan (19 de marzo de 1953, Nueva York) es un bajista estadounidense, famoso por su trabajo con Mr. Big, Steve Vai, David Lee Roth, The Winery Dogs, Talas y Niacin.
Sheehan ha sido elegido por los lectores de la revista Guitar Player como el "mejor bajista de rock" cinco veces. Es conocido por sus solos en el bajo, donde domina varias técnicas y estilos, pero también es un bajista tradicional acompañando a guitarristas.

## Primeros años
El primer instrumento musical de Sheehan fue una guitarra acústica que fue prestada por su hermana. El mito dice que Sheehan quería una guitarra eléctrica, pero su abuela dijo "sobre mi cadáver", tiempo después la abuela de Sheehan murió y parte del dinero del seguro sirvió para comprarle una guitarra eléctrica.
Sheehan dijo que se cambió al instrumento de cuatro cuerdas cuando vio a Tim Bogert de la banda Vanilla Fudge con un Fender Precision Bass.
Las influencias de Sheehan han sido variadas, desde Tim Bogert hasta Johann Sebastian Bach, pero la mayor fue Jimi Hendrix.
La primera banda importante de Sheehan fue Talas, que se hizo bastante conocida localmente. Esta hizo su primer álbum, donde surgió el éxito "See Saw". Durante este periodo Sheehan escribió importantes canciones como "Shy Boy" (tema grabado con David Lee Roth) y "Addicted to that Rush" (grabada con Mr. Big).
Talas se disolvió en 1983.

## Post-Talas
Cuando David Lee Roth salió de Van Halen hizo un proyecto como solista y reclutó a Sheehan como bajista, Steve Vai como guitarrista y en la batería a Greg Bissonette. La banda tuvo exitosas canciones como "Yankee Rose", "Just Like Paradise" y "Goin' Crazy". Sheehan deja la banda después de sacar el disco "Skyscraper" para buscar otras oportunidades. Steve Vai haría lo mismo tiempo después.
En 1988 junto al vocalista Eric Martin, el guitarrista Paul Gilbert y el baterista Pat Torpey formaron la banda llamada Mr. Big. El gran hit de la banda fue la balada "To Be With You", se hicieron bastante famosos en Japón. Paul Gilbert dejó la banda en 1996. El grupo de separó en el 2002, pero se volvieron a reunir en 2009.
Sheehan ha tenido cuatro álbumes como solista, en el 2001 hace Compression, en el 2005 Cosmic Troubadour, en el 2006 Prime Cuts y en el 2008 Holy Cow. En todos canta y toca el bajo.
En 2013 se une a la propuesta del legendario baterista de Dream Theater Mike Portnoy junto con el virtuoso guitarrista Richie Kotzen en la guitarra y voz para formar una superbanda llamada "The Winery Dogs", dicha agrupación ya ha lanzado su primer álbum y se encuentran de gira.
En 2017 Mike Portnoy en su inquietud por seguir creando nuevos conceptos invita a Billy junto con Derek Sherinian(keyboards), Jeff Scott Soto(vocals) y Rob “Bumblefoot” Thal(guitar) a formar el Supergrupo “Sons of Apollo”.
En septiembre de 2023 colabora junto a Oliver Wakeman en "No Va Más", cuarta canción del álbum benéfico Vox Popurrí, Vol. I del músico argentino Darío Imaz, en donde participan también Marty Friedman, Joel Hoekstra, Adrián Barilari, y Derek Sherinian, entre más de 40 artistas.

## Discografía

### Solo
- Compression (2002)
- Cosmic Troubador (2005)
- Prime Cuts (2006)
- Holy Cow (2008)

### Talas
- Talas (1979)
- Sink Your Teeth into That (1983)
- High Speed On Ice (1985)
- Talas Years (1989)
- If We Only Knew Then What We Know Now (1998)
- Live In Buffalo (1998)

### David Lee Roth
- Eat 'Em and Smile (1986)
- Skyscraper (1988)
- The Best (1997)

### Mr. Big
- Mr. Big (1989)
- Raw Like Sushi I (1990)
- Lean into it (1991)
- Raw Like Sushi II (1992)
- Bump Ahead (1993)
- Japandemonium - Raw Like Sushi III (1994)
- Big Bigger Biggest (1996)
- Channel V at the Hard Rock Live (1996)
- Hey Man (1996)
- Live at Budokan (1997)
- Deep Cuts (2000)
- Get Over It (2000)
- Actual Size (2001)
- Live in Japan (2002)
- Next time around (2009) -solo en Japón
- Back to Budokan (2009)
- What if...  (2011)
- The Stories We Could Tell (2014)
- Defying Gravity (2017)

### Niacin
- Niacin (1996)
- Live in Japan (1997)
- High Bias (1998)
- Deep (2000)
- Time Crunch (2001)
- Live Blood, Sweat & Beers (2003)
- Organik (2005)

### Terry Bozzio and Billy Sheehan
- Nine Short Films(2002)

### Explorer's Club
- Age of Impact (1998)

### The Winery Dogs
- The Winery Dogs (2013)
- Hot Streak (2015)

### Sons of Apollo
- Psychotic Symphony (2017)
- Live with the Plovdiv Psychotic Symphony (2019)
- MMXX (2020)

### Colaboraciones
- Canción "No Va Más" del álbum Vox Popurrí, Vol. I (Darío Imaz) (2023)[1]

## Vida personal
Sheehan ha sido un miembro activo de la Iglesia de la Cienciología desde 1971, habiéndose convertido desde el catolicismo.